# Hôpital ANAIM
L'hôpital ANAIM de Kamsar est un établissement de santé privé de Guinée. Il est situé dans la ville industrielle de Kamsar,.

## Histoire
L'hôpital est créé en 1968 en tant que dispensaire pour les familles et travailleurs de la compagnie des bauxites de Guinée (CBG) et de l'office d'aménagement des Boké en abrégé (OFAB).
En 1995, il devient l'hôpital ANAIM Kamsar.

### Administrateur
Depuis le 1er octobre 1968 à nos jours, l'hôpital ANAIM a connu plusieurs administrations.
L'actuel administrateur est Kaba Mandiaye et Dr Traoré Amadou, médecin chef.

## Espaces de soins
- Urgences médico-chirurgicales
- Urgences pédiatriques
- Anesthésie et réanimation
- Médecine
- Imagerie Médicale
- Pharmacie
- Odontostomatologie
- Chirurgie (digestive, orthopédique et traumatique)
- Maternité
- Pédiatrie
- Urologie
- Laboratoire
- Polyclinique